# Кандыба, Даниил Фёдорович
Даниил (Данило) Фёдорович Кандыба (1776—1831, Санкт-Петербург, Российская империя) — русский военный деятель, генерал-майор. Инспектор Охтинских пороховых заводов с 1813 г. Кавалер ордена Святого Георгия IV класса.

## Биография
Представитель рода конотопской казацкой старши́ны XVIII в., а затем дворянского рода Кандыба.
Артиллерист, сведущий в пороховом деле.
Командир конной роты № 5 2-й резервной артиллерийской бригады. Подполковник с 9.02.1811 г.

Участвовал в Отечественной войне 1812 года, командир 5-й конно-артиллерийской роты. Во время боя под Островно подполковник Кандыба был ранен картечью.
"... скакавшая за ними конная батарея г[осподина] Кандыбы, не будучи никем остановлена, подверглась рубке оной, не сделавши и выстрела; едва шесть орудий пробилось, а шесть взяты в плен" (из воспоминаний Г.П. Мешетича) 
Во время Бородинской битвы участвовал в сражении за батарею Раевского.
На территории Слободской Украины построил ряд военных поселений и ряд заводов, в частности Ахтырский завод.
В 1813 году в чине подполковника — первый командующий Охтинского военного поселения. Успешно справился с задачей его организации.
Ушёл в отставку через 15 лет в 1825 г. в чине генерал-майора, получив почётное назначение инспектором ОПЗ и оставив после себя проект преобразования поселений и добрую память у нижних чинов.
В 1831 г. похоронен рядом  с новым зданием Ильинской церкви (Церковь во имя Святого Пророка Илии на Пороховых) бывший командир Охтинского порохового завода, а на момент смерти – инспектор пороховых заводов, участник Отечественной войны 1812 г., генерал-майор Даниил Федорович Кандыба, а в 1859 г. – его сын, отставной генерал-майор Тимофей Данилович. В 2006 г. им была установлена памятная доска.

## Награды
За проявленные отличия во время Отечественной войны 1812 года был награждён:
- орденом св. Анны 2-й степени
- орденом св. Георгия 4-й степени.